# Gele kapokmees
De gele kapokmees (Anthoscopus parvulus) is een zangvogel uit de familie Remizidae (buidelmezen).

## Kenmerken
De vogel is gemiddeld 8 cm en weegt 6 tot 8 g. Het is een klein, compact, geel vogeltje met een klein spits, kegelvormig snaveltje. De vleugelpennen zijn donkerbruin, verder is de vogel overwegend geel met donkere poten.

## Verspreiding en leefgebied
Deze soort komt plaatselijk voor in delen van West-Afrika. Het leefgebied zijn typische landschappen van de Sahel zoals savanne, droge gebieden met struikgewas afgewisseld met hoge bomen, ook in gebieden die sterk zijn aangetast door overbegrazing.

## Status
De grootte van de wereldpopulatie is niet gekwantificeerd. De vogel is vrij schaars. Men veronderstelt dat de soort in aantal stabiel is. Om deze redenen staat de gele kapokmees als niet bedreigd op de Rode Lijst van de IUCN.